# Crinia remota
A Crinia remota a kétéltűek (Amphibia) osztályának békák (Anura) rendjébe, a Myobatrachidae családba, azon belül a Crinia nembe tartozó faj.

## Előfordulása
Ausztráliában és Pápua Új-Guineán honos. Pápua-Új-Guineán a déli síkságokon, Ausztráliában az Északi terület parti sávjában él. Elterjedési területének mérete nagyjából 529 000 km². Természetes élőhelyei a nedves szavanna, szubtrópusi vagy trópusi száraz síkvidéki gyepek, szubtrópusi vagy trópusi, időszakosan nedves vagy elárasztott síkvidéki gyepek, mocsarak, édesvízi tavak, édesvízi mocsarak, időszakos édesvízi mocsarak, part menti édesvízi lagúnák, valamint csatornák és árkok.

## Megjelenése
Kis termetű békafaj, testhossza elérheti a 20 mm-t. Háta barna vagy szürke, oldalán sötétebb barna foltokkal és világosabb hosszanti csíkokkal. A szemek között gyakran háromszög alakú folt található. A lábakon gyakran sötét vízszintes sávok húzódnak. A hasa fehér, a hímnek torka szürke vagy fekete. Pupillája majdnem kerek, a szivárványhártya aranyszínű. Sem a mellső, sem a hátsó lábán nincs úszóhártya, ujjain nincsenek korongok.

## Életmódja
Tavasztól nyárig, a nedves évszakban szaporodik. A petéket egyesével, a vízfelszín alatti növényzethez rögzítve rakja le mocsarakban, elárasztott füves területeken, árkokban és ideiglenes medencékben. Az ebihalak testhossza elérheti a 2,5 cm-t, színük aranybarna. Gyakran a víztestek alján maradnak, és körülbelül másfél hónapig tart, amíg békává fejlődnek.

## Természetvédelmi helyzete
A vörös lista a nem fenyegetett fajok között tartja nyilván. Populációja stabil, több védett területen is megtalálható.